# Equipo de Copa Davis de Guam
El Equipo de Copa Davis de Guam es el representativo de Guam en la máxima competición internacional a nivel de naciones del tenis y está regido por la Federación Nacional de Tenis de Guam.
Guam quedó a un paso del ascenso a Asia/Oceanía III, pero perdió en la final ante Omán por 2-0 en el playoffs durante su primera participación en el 2018.

## Historia
Antes de competir como equipo independiente, Guam formó parte del equipo de las Islas del Pacífico con su primera aparición en 1995 hasta 2017 con solo Daniel Llarenas asegurando un lugar en el equipo jugando entre 2011 y 2016.
En 2018, jugaron su primera Copa Davis como independiente en el Grupo IV de la zona asiática donde el equipo terminaría en segundo lugar de su grupo.
Al año siguiente, abrieron con una victoria por 2-1 sobre Mongolia, pero luego de derrotas consecutivas por 3-0 ante Jordania y Turkmenistán, Guam terminó igual noveno con una victoria por 2-1 sobre Baréin.

## Plantel actual (2020)
- Daniel Llarenas
- Christopher Cajigan
- Mason Caldwell
- Jean Pierre Huynh
- Camden Camacho
- Derek Okuhama

## Resultados
| Edición | Zona                           | Rival        | Sede    | Resultado |
| ------- | ------------------------------ | ------------ | ------- | --------- |
| 2018    | Asia/Oceanía – Grupo IV Zona B | Singapur     | Mascate | 0 – 3     |
| 2018    | Asia/Oceanía – Grupo IV Zona B | Mongolia     | Mascate | 3 – 0     |
| 2018    | Asia/Oceanía – Grupo IV Zona B | Turkmenistán | Mascate | 3 – 0     |
| 2018    | Asia/Oceanía – Grupo IV Zona B | Baréin       | Mascate | 1 – 2     |
| 2018    | Asia/Oceanía – Grupo IV Zona B | Tayikistán   | Mascate | 3 – 0     |
| 2018    | Asia/Oceanía – Grupo IV Zona B | Omán         | Mascate | 0 – 2     |
| 2019    | Asia/Oceanía – Grupo IV Zona C | Mongolia     | Amán    | 2 – 1     |
| 2019    | Asia/Oceanía – Grupo IV Zona C | Turkmenistán | Amán    | 0 – 3     |
| 2019    | Asia/Oceanía – Grupo IV Zona C | Jordania     | Amán    | 0 – 3     |
| 2019    | Asia/Oceanía – Grupo IV Zona C | Baréin       | Amán    | 2 – 1     |
| 2020    | Asia/Oceanía – Grupo IV        | –            | Asjabad | –         |